# Bernardin z Ingolstadtu
Bernardin z Ingolstadtu OFM, činný v letech 1457–1467, byl františkán, inkvizitor a kazatel. V letech 1457–1459 a podruhé i přes řadu svých odpůrců od roku 1467 působil jako představený (provinční vikář) česko-rakousko-polské, resp. české františkánské (observantské) provincie. Byl mistrem (magister artium) vídeňské univerzity. Proslul jako "horlivý kazatel" a "zapálený ctitel chudoby" Z papežského pověření působil jako kazatel a inkvizitor v Korutanech.
Pro své krajní vnímání řeholní chudoby se dostal ve větších sporů při svých vizitačních cestách po polských klášterech, zejména při třetí vizitační cestě roku 1457, což mělo různé projevy. V Krakově špatnou morálku spolubratří řešil u městských konšelů. Ve Varšavě nalezl v klášterní kuchyni maso z telete a nařídil ho ihned rozdat chudým. Především však proslul poškozováním honosněji zdobených knih během vizitací, včetně chorálních určených k oslavě Boha, takže i mezi chudobu hlásajícími františkány šlo o přece jen relativně bohatěji iluminované kodexy. V klášterech v Kościan, Poznani, Krakově a Varšavě vytrhával nebo vystřihával nůžkama z velkoformátových chorálních knih zlacené iluminace nebo jinou honosnější výzdobu. Během vizitace v Krakově v roce 1459 se měl se svým spolubratrem Jakubem z Velkého Hlohova dopustit rabování v kostele, klášteře a zejména jeho knihovně, odkud zabavil žádané, v Itálii vydané teologické traktáty, patristická díla, pergamenové rukopisy i jiné liturgické knihy (kancionály, antifonáře, žaltáře). Učinili tak údajně v noci, aby je nikdo nezpozoroval a knihy poslali do klášterů ve Slezsku a Rakousku, mj. do Hlohova a Vratislavi.
Již postižen chorobou, jež se posléze ukázala smrtelnou, přešel Bernardin někdy po roce 1458 z řeholního do světského stavu. Příčinou mu ale měl být zejména strach ze spolubratří františkánů, aby jej z nenávisti k němu neotrávili.
Podle františkánské kroniky Jana Komorowskigo byl Bernardin autorem blíže neznámé kroniky, která mohla být hlavním pramenem kroniky dochované v Knihovně Národního muzea.